# 베아른
베아른(프랑스어로 Béarn, 베아르어로 Bearn 또는 Biarn, 바스크어로 Bearno 또는 Biarno)는 피레네산맥 북서쪽에 자리 잡은 지역이다. 1347년 이래 주권국이었으며 구 프랑스의 프로방스가 되었다가 1620년에 프랑스 왕국의 영토가 되었다. 1790년 이후 피레네-대서양 데파르트망에 속하였고 2016년부터 누벨아키텐 레지옹에 속한다. 1464년 이후 지역 수도는 포(Pau)이다. 고유의 베아르어(béarnais)가 있지만 혁명 이후에 공식 언어는 프랑스어로 대체되었다.

## 같이 보기
- 베아르네즈 소스
- 포 피레네 공항
- 베르나도테가